# 自虐ネタ
自虐ネタ（じぎゃくネタ）は、主にお笑い芸人が、漫才や漫談などの話題として使用する、自分を貶めるネタ。

## 主な例

### 芸能人
- 自虐ネタの元祖として、せんだみつおの金ない仕事ない、うなずきトリオがある。
- ヒロシなどは自らの失敗・ネガティブな思考をネタとしている。
- 坂田利夫は自分のアホキャラをネタとしている。
- 槙原寛己は過去の輝かしい実績と現在のキャラとの差をネタとしている。
- 光浦靖子、ほんこんなどは自分の容姿の欠点をネタとしている。類似例として亀子のぶおなどは自分のメタボな肉体（肥満）をネタとしている。
- 島木譲二は自分の体や頭を叩く、即ち物理的に「自虐」するネタが著名であった。
- 笑点の大喜利における、三遊亭小遊三の犯罪者・囚人ネタ（ただし、犯罪を犯したことはなく、前科もない点に注意）、林家木久扇の木久蔵ラーメンネタ。
- 指原莉乃はアイドルなのに、自分のことを可愛くないと言ったり、過去のスキャンダルを逆手にとった強烈な発言で笑いを取る。後者のパターンは、バラエティーアイドル・「バラエティー班」等と言われる役割のアイドルは、形を変えながらも番組進行役・MC担当としてしばしば用いるテクニックの一つである。
- そのほか、いとうあさこ、にしおかすみこなど自虐ネタを行う芸人は多い。

- 他方、従前は年長のアナウンサーや女優が自らの独身を話題にする事があった。ところが、最近はセクハラの対象とみなされる恐れもあり、そのためクレームの収拾に多大な手数がかかる傾向さえある。このために男性出演者も、女性お笑い芸人等で公言している場合を除けば未婚ネタを突っ込めなくなった。
- 東国原英夫は自虐ネタを多用する芸風である。以前は立場上過去の淫行事件に触れてはいけないことを逆手に取り、禁忌であるネタを相手に突っ込ませ笑いをとっていたが、本格的な政治活動を始めた2012年からは出演するTV番組でもこのネタを封印し、経歴でもこの件を非公開とした。

### 一般人
- 自分が異性にもてないことをネタにする。独身者が用いることが多いが、既婚者が用いることもある。
- 友人がいないことや､交友範囲が狭いことをネタにする。
- 恋人や友人がいるが「二次元」である、というネタ。オタクの中で用いられる。
- 貧乏であること、収入が少ないこと、定職についていないことをネタにする。
- 不健康であること、病弱であることや、持病の病状をネタにする。特に痔は自虐ネタとして扱われやすい｡

### 企業
- セガはかつてドリームキャストの（発売前後に製作した）CMで、当時の専務であった湯川英一を出演させ、さらにライバルであるSCEのゲーム機「プレステ」の名前まで出すなど、ゲームメーカーとして考えられないようなネタをCMに起用していた（当時のセガはまだ他社のゲーム機用のソフトを開発していなかった）。
- ゲーム「人喰いの大鷲トリコ」は発表から7年間も開発が延期されたため、ゲーム完成後の予告CMは、「7年前に予約していたユーザー」をテーマにした自虐ネタとなっている。
- としまえんは、エイプリルフールのネタとして、1990年に「史上最低の遊園地」という全面広告を新聞に出した｡
- 西武百貨店の2008年夏のセールでキャッチコピーは「服を買いに行く服がない。」であった。

## 特徴

### 利点
- ネタの内容に誤りがないかどうか精査する必要がほとんどない。
- 他者をネタにした場合、その対象者の感情を害する場合があり、最悪の場合名誉毀損罪や侮辱罪などで訴えられる可能性もあるが、自分をネタにしていればそれがない。
- 自慢ネタだとうざがられるが、その逆に同情してもらえることもある。

### 欠点
- 楽屋落ちなどになりやすく、ネタがワンパターン化しやすい。
- 自分のイメージがネタとして語っているキャラクターに固定されやすく、それにそぐわない別のネタや別の仕事が受け入れられづらくなる。
- 文化的認識の共通性を活用しているため、文化や言語の異なる相手間では、翻訳な解説を加えてもお互いに伝わらないことが多い。